# زيزفورة برانتية
زيزفورة برانتية (الاسم العلمي:Ziziphora brantii) هي نوع من النباتات يتبع جنس الزيزفورة من الفصيلة الشفوية.